# 14.30
14.30 – polski program informacyjny, będący popołudniowym wydaniem programu 19.30, emitowany na antenach TVP Info, TVP Polonia i TVP3 od 9 września 2024 roku.

## Historia powstania
9 września 2024 serwis 19.30 otrzymał wydanie boczne o nazwie 14.30 emitowane w dni powszednie o godzinie 14:30 na antenie stacji TVP Info. Jego prowadzącymi są prezenterzy głównego wydania programu 19.30.
Program również jest emitowany na TVP3 o 14:30, a w TVP Polonia o 15:30.